# Ceratocapsus drakei
Ceratocapsus drakei är en insektsart som beskrevs av Knight 1923. Ceratocapsus drakei ingår i släktet Ceratocapsus och familjen ängsskinnbaggar. Inga underarter finns listade i Catalogue of Life.